# Otro Ford
Otro Ford o Otro-Ford (en castellà, "un altre Ford") fou la marca amb què els germans De Vizcaya varen comercialitzar entre 1922 i 1924 uns quants automòbils de competició des de Caldes d'Estrac, Maresme.
Els germans De Vizcaya, coneguts pilots d'automobilisme hispano-francesos residents a Alsàcia i a Caldes d'Estrac, varen adquirir en aquella època diversos exemplars de Ford T fabricats a Barcelona i els modificaren amb l'ajut d'uns tallers mecànics de Mataró, la capital comarcal. Les modificacions més importants consistien en l'allargament del xassís i bastidor, retocs o substitució de carrosseria i incorporació de nous radiadors. Segons algunes fonts, aquests canvis s'inspiraven en els que havia fet als Ford T entre 1919 i 1921 l'empresa anglesa de Gloucester Mayflower Motor Company Ltd.